# Varnkatagh
Varnkatagh (in armeno Զագլիկ?, in azero Lüləsaz, o anche Mingrelsk o  Minqrelsk) è una piccola comunità rurale del distretto di Tərtər, in Azerbaigian, fino al 2024 appartenente alla regione di Martakert nella repubblica dell'Artsakh (già repubblica del Nagorno Karabakh).
Il paese, che nel 2005 contava meno di cento abitanti, si trova in una piccola valle piuttosto isolata a nord del capoluogo regionale.